# ICL Group

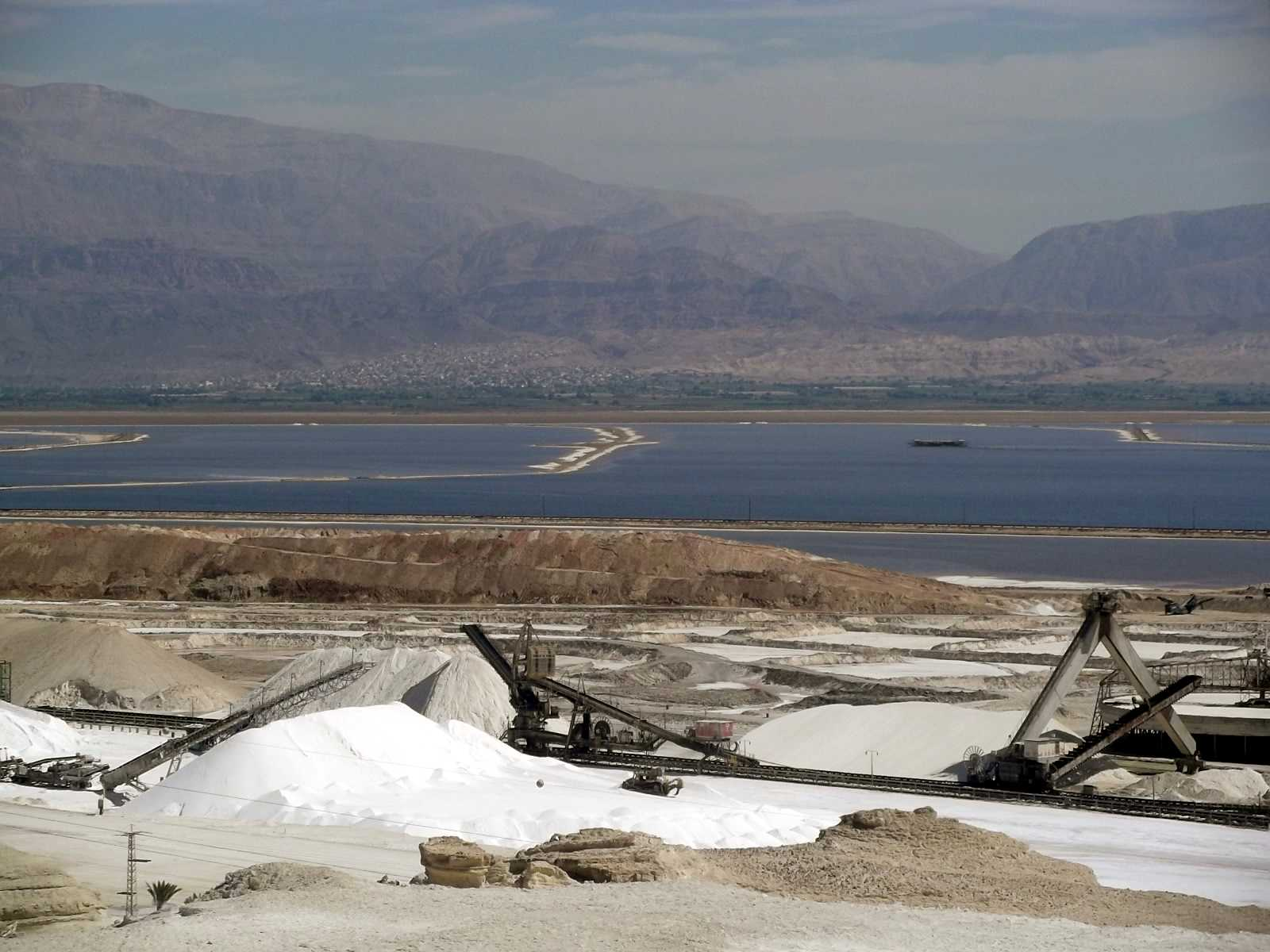
Extracción de minerales en el Mar Muerto

ICL Group Ltd. ( hebreo : איי.סי. אל. גרופ בע"מ ) (anteriormente Israel Chemicals Ltd., ICL )  es una empresa manufacturera multinacional que desarrolla, produce y comercializa fertilizantes, metales y otros productos especiales. productos químicos de finalidad. ICL atiende principalmente a tres mercados: agricultura, alimentos y materiales de ingeniería.  ICL produce aproximadamente un tercio del bromo del mundo y es el sexto productor de potasa del mundo.  Es un fabricante de fertilizantes especiales y fosfatos especiales, retardantes de fuego y soluciones de tratamiento de agua. 
ICL está controlada mayoritariamente por Israel Corporation, uno de los mayores conglomerados israelíes. Además de las obras del Mar Muerto, Israel Chemicals extrae fosfatos en el desierto de Negev . 
La acción de la empresa es una acción dual que cotiza en la Bolsa de Valores de Tel Aviv desde 1991 y en la Bolsa de Valores de Nueva York bajo el símbolo ICL, y forma parte del Índice Tel Aviv 35 .

## Operaciones y negocios
El 90% de las ventas de ICL son exportaciones. A través de sus filiales, ICL produce el 35% del bromo del mundo, el 13% de la potasa del mundo (excluido el comercio transfronterizo entre Estados Unidos y Canadá), el 9% del magnesio del mundo occidental y el 3% de la roca fosfórica del mundo (excluido el comercio entre Estados Unidos y Canadá). comercio transfronterizo). 
ICL exporta fertilizantes a Europa y a numerosos segmentos del mercado de productos químicos especializados. En Israel, ICL es el mayor proveedor de fertilizantes y productos químicos, así como una de las empresas más grandes de Israel.[cita requerida]
El 60% de las materias primas (minerales) de ICL se extraen en Israel. ICL también posee y opera minas subterráneas en España, Reino Unido ( North Yorkshire ), China, Estados Unidos y Sudamérica.[cita requerida] Además, en Etiopía en la mina Danakil,en el estado regional de Afar, comprada a Allana Potash Corporation. Israel Chemicals Limited (ICL) ha adquirido completamente Allana Potash Corporation, la empresa matriz de Allana Potash. La venta por 150 millones de dólares siguió a la aprobación de los accionistas de Allana así como del Tribunal Supremo de Ontario el 22 de junio de 2015. Allana, una empresa minera júnior que cotizaba en la Bolsa de Toronto, fue vendida después de una oferta pública a sus accionistas en 2014, aceptada por el 90% de ellos. Tomando una concesión minera por 20 años en Danakil, en el estado regional de Afar, en 310 km² de terreno, Allana completó sus actividades de exploración en 2013. Según el estudio de viabilidad realizado por la empresa, podría haber 25 millones de toneladas de potasa en la zona. La capacidad minera completa de ICL es de un millón de toneladas de potasa y medio millón de toneladas de fosfato anualmente. ICL planea hacer más exploraciones y estudios de viabilidad sobre las reservas del sitio, según reveló el director del país. ICL apunta a los mercados de América Latina, India y China, con ingresos anuales esperados de 400 a 500 millones de dólares. La empresa decidió comprar Allana después de ver las reservas actuales de potasa en la zona y prever los mercados crecientes de fertilizantes en Etiopía y otros países africanos. A pesar de la transferencia automática de Allana Potash a ICL después de la venta de la empresa matriz, la aprobación de la venta debe ser dada por el Ministerio de Minas (MoM) de Etiopía y luego la transferencia de la licencia de Allana a ICL.

### Polysulphate
Polyshulphate es una marca de productos fertilizantes de polihalita producidos para agricultura, césped y horticultura. El polisulfato se deriva de una veta de polihalita que se encuentra 150-170 m (164-185,9 yd) debajo de la veta de potasa en la mina Boulby, Inglaterra. 

### Negocio de alimentos
ICL está activo en el mercado de alternativas de carne a base de plantas y en octubre de 2019 invirtió 20 millones de dólares para expandir su capacidad de fabricación y base de I+D. 
En diciembre de 2021, ICL anunció la gran inauguración de una instalación de producción de proteínas alternativas de 10,000 pies cuadrados en St. Louis, Missouri . 

### Fósforo blanco
ICL Group Ltd. proporciona a Bayer fosfatos para producir fósforo blanco para el ejército estadounidense, quien luego lo suministra al ejército israelí.  Según la Organización Mundial de la Salud, el fósforo blanco es una sustancia química extremadamente dañina que se enciende instantáneamente al entrar en contacto con el oxígeno y es increíblemente difícil de extinguir, adhiriéndose a superficies como la ropa y la piel. 
Amnistía Internacional ha reunido pruebas del uso de proyectiles de artillería de fósforo blanco por parte del ejército israelí en zonas civiles densamente pobladas de Gaza, muchas de las cuales pueden considerarse ataques indiscriminados ilegales.  fuente de cadena de suministro de fósforo blanco El uso de fósforo blanco para fines armamentísticos está prohibido desde el 1997 por los convenios de Ginebra. 
A raíz de esto, a finales de 2023 se gestó un movimiento nombrado Boicot ICL, con sede en Manresa. Cerca de esa población hay una mina gestionada por ICL que extrae potasa. Su principale reivindicación se centra en denunciar la colaboración de la empresa con el genocidio en Gaza y llevarlo al plano político para finalizar dicho suministro del fósforo blanco para fines armamentísticos.

## Finanzas
En abril de 2009, se dijo que la empresa estaba considerando una oferta de bonos para recaudar 500 millones de shekels (122 millones de dólares). 
ICL anunció en septiembre de 2018 que lanzaría una licitación para recomprar 800 millones de dólares de deuda del 4,5 por ciento con vencimiento en 2024 vendida a tenedores de bonos en 2014.  Los bonos de la nueva oferta tienen una duración de 20 a 30 años. 